# Paradox (cracking)

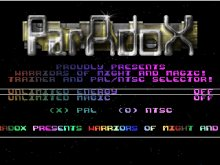
Logo del gruppo sulla crack del videogioco Warriors of Might and Magic

PARADOX (PDX) è stato un gruppo anonimo di sviluppatori software che si occupava di cracking e demo; aggirando le protezioni di licenza di software e videogiochi, quando la pirateria era molto diffusa e di facile attuazione, sia su computer che console.
Distribuivano crack, keygen (generatori di codici) e anche versioni piratate di programmi interi. Con il passare degli anni i metodi di distribuzione sono cambiati, partendo dai floppy disk trasportati fisicamente e la distribuzione BBS. Con l'espansione di Internet il gruppo si mosse su Usenet, data la sconfitta definitiva alla pirateria sulle console PS3 ed Xbox360.

## Storia
Paradox si formò originariamente nel tardo 1989 dai membri del gruppo danese Trilogy (Bad Boy, Black Hawk, Tas, Pcsu, Qrd) e il gruppo francese M.A.D (Olivier, The Surge, Clash). Iniziarono la loro attività crackando software Amiga. Il gruppo si riorganizzò sotto la guida di "Maximilien" nel 1993 e lavorò soprattutto sulle console Sega Mega Drive e SNES. Cominciarono a crackare software PC nel 1994. Altre console, anche portatili, che crackarono includono la PlayStation, PlayStation 2, Dreamcast, Nintendo 64, GameCube, Game Boy, Xbox, PSP, e nel 2006-2007 Wii e PlayStation 3.
Paradox è stato celebre per aver crackato impegnative protezioni tipo dongle su molti programmi di debugging e di sviluppo software. Nel 2007, il gruppo ha scovato con successo un metodo per bypassare l'attivazione di Windows Vista. Ciò è stato possibile emulando il BIOS di una macchina OEM con inserite al suo interno le informazioni di licenza, e installando una licenza OEM.

## Interfaccia grafica e design dei Keygen
I keygen di PARADOX sono conosciuti per il loro design esteticamente piacevole. Spesso queste GUI includono notevoli trasparenze e l'override della barra dei tasti Windows Riduci a Icona, Ripristina e Chiudi. Sono anche noti perché aggiungono ai loro keygen musiche derivanti dai chiptune. Alcuni screenshot di Keygen sono visibili sul sito del graphic designer di PARADOX "Alien".

## PremiDemoparty[Cosa sarebbe?]
- Primo posto nella categoria Wild Compo Euskal 2001[7]
- Primo posto nella categoria Amiga 64 Saturne 1994[8][9]
- Primo posto all'Alcatraz Pentcost 1990[10]

## Arresti e indagini
Uno dei membri, sotto il nome di "Rokman", fu arrestato nel 1990 per aver usato numeri di carta di credito rubati per lunghe chiamate (per un totale di un milione di dollari) verso altri membri di PARADOX con lo scopo di trasferire file. Un altro membro, chiamato "tyson", fu indagato nel 2001 per l'Operation Buccaneer.